# Bogota (Nova Jérsei)
Bogota é um distrito localizado no estado americano de Nova Jérsei, no Condado de Bergen.

## Demografia
Segundo o censo americano de 2000, a sua população era de 8249 habitantes. 
Em 2006, foi estimada uma população de 8108, um decréscimo de 141 (-1.7%).

## Geografia
De acordo com o United States Census Bureau tem uma área de 
2,2 km², dos quais 2,0 km² cobertos por terra e 0,2 km² cobertos por água.

## Localidades na vizinhança
O diagrama seguinte representa as localidades num raio de 4 km ao redor de Bogota. 